# تكوين خطي

تكوين خطي، البسملة بفن الخط العربي.

التكوين الخطي هو عملية فنية في الخط العربي تهدف إلى إنشاء وحدة خطية متكاملة من خلال تجميع الكلمات والحروف بترتيب معين لتحقيق عمل فني جمالي. يُركّز هذا الأسلوب على الشكل الجمالي العام للتكوين، حتى وإن كان ذلك على حساب وضوح النص ومقروئيته. يستخدم الخطاط مهارته الخطية لإيجاد هذا التناغم، فيغير من شكل الحروف، أو يضع حرفاً يفترض أن يكون آخر الكلمة في الوسط، لما يتمتع به الحرف العربي من مازية بأخذه أشكالاً متعددة إن كان في بداية الكلمة أو في وسطها أو في آخرها، ويستخدم الخطاط كل ما يُجاز له استعماله، كتطويل بعض الحروف بشكل أفقي أو عمودي، أو وضع مدات ما بين الحروف، أو بدء العبارة من الأعلى إلى الأسفل أو العكس.

## أهداف التكوين الخطي

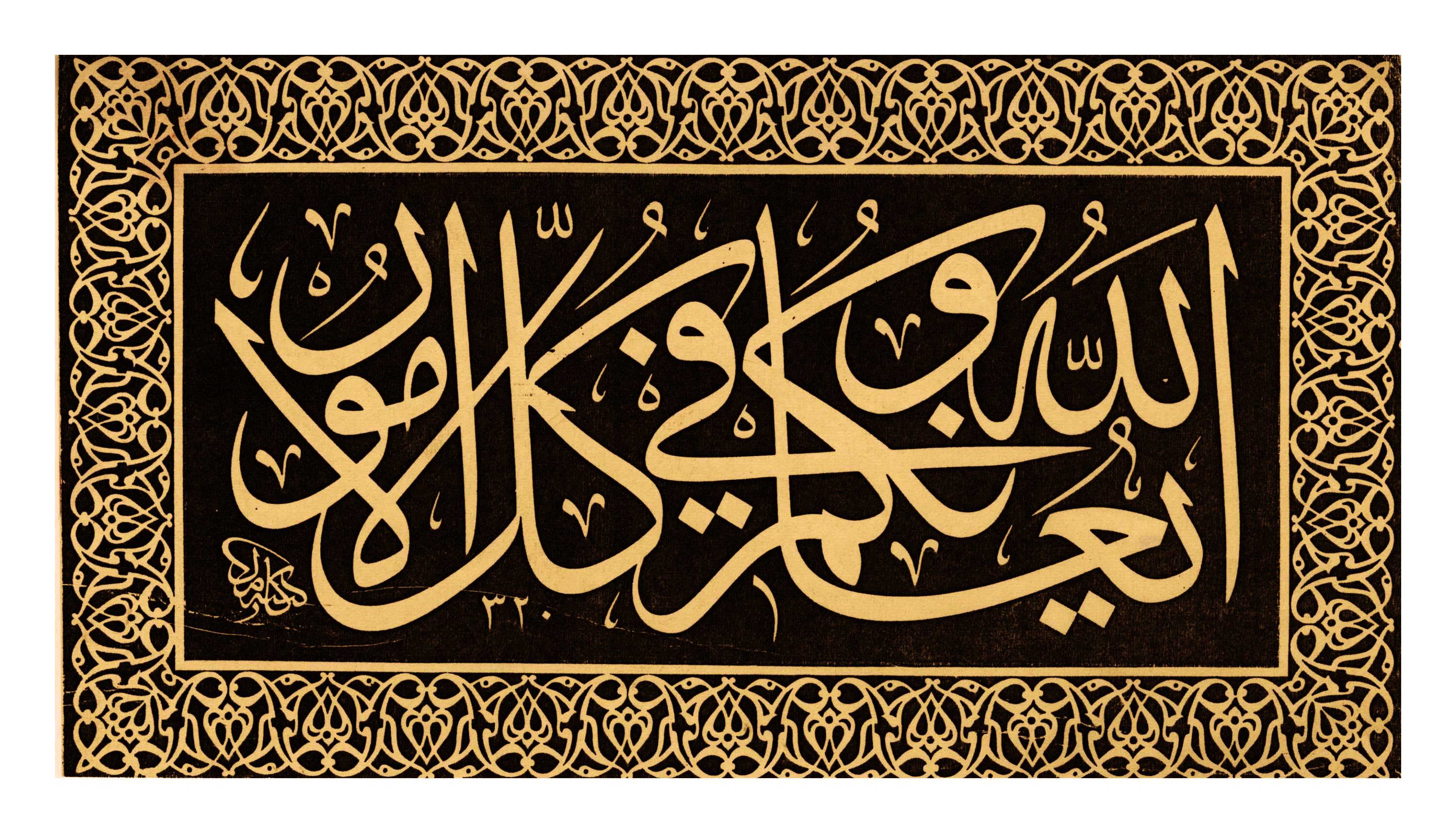
تكوين بخط الثلث، حيث قد يصعب قراءة النص.

1. الهدف الجمالي: يسعى التكوين الخطي إلى تقديم تشكيلات هندسية متناغمة من الحروف والكلمات، مما يضفي على العمل الفني طابعًا جماليًا مميزًا.
2. التفاعل البصري: يحفّز التكوين الخطي المشاهد على التفاعل مع العمل الفني، حيث يتطلب فهم التكوين وتأويله جهدًا ذهنيًا لاستكشاف المعنى المخفي وراء التعقيدات الخطية.

## عناصر التكوين الخطي
- تنسيق الحروف والكلمات: يتضمن ذلك ترتيب الحروف والكلمات بشكل يحقق التوازن والتناغم البصري، مع التركيز على تقارب الحروف المتشابهة وتباعد المتنافرة منها.
- استخدام الأشكال الهندسية: تُستغل الأشكال الهندسية مثل الدوائر والمستطيلات في بناء التكوينات الخطية، مما يساهم في تحقيق التوازن والتناغم في التصميم.
- الفراغ والامتلاء: يُعتبر التوازن بين المساحات المملوءة بالحروف والمساحات الفارغة عنصرًا أساسيًا في التكوين الخطي، حيث يساهم في إبراز جمالية التكوين وتوجيه نظر المشاهد.

## أهمية التكوين الخطي في الفن الإسلامي

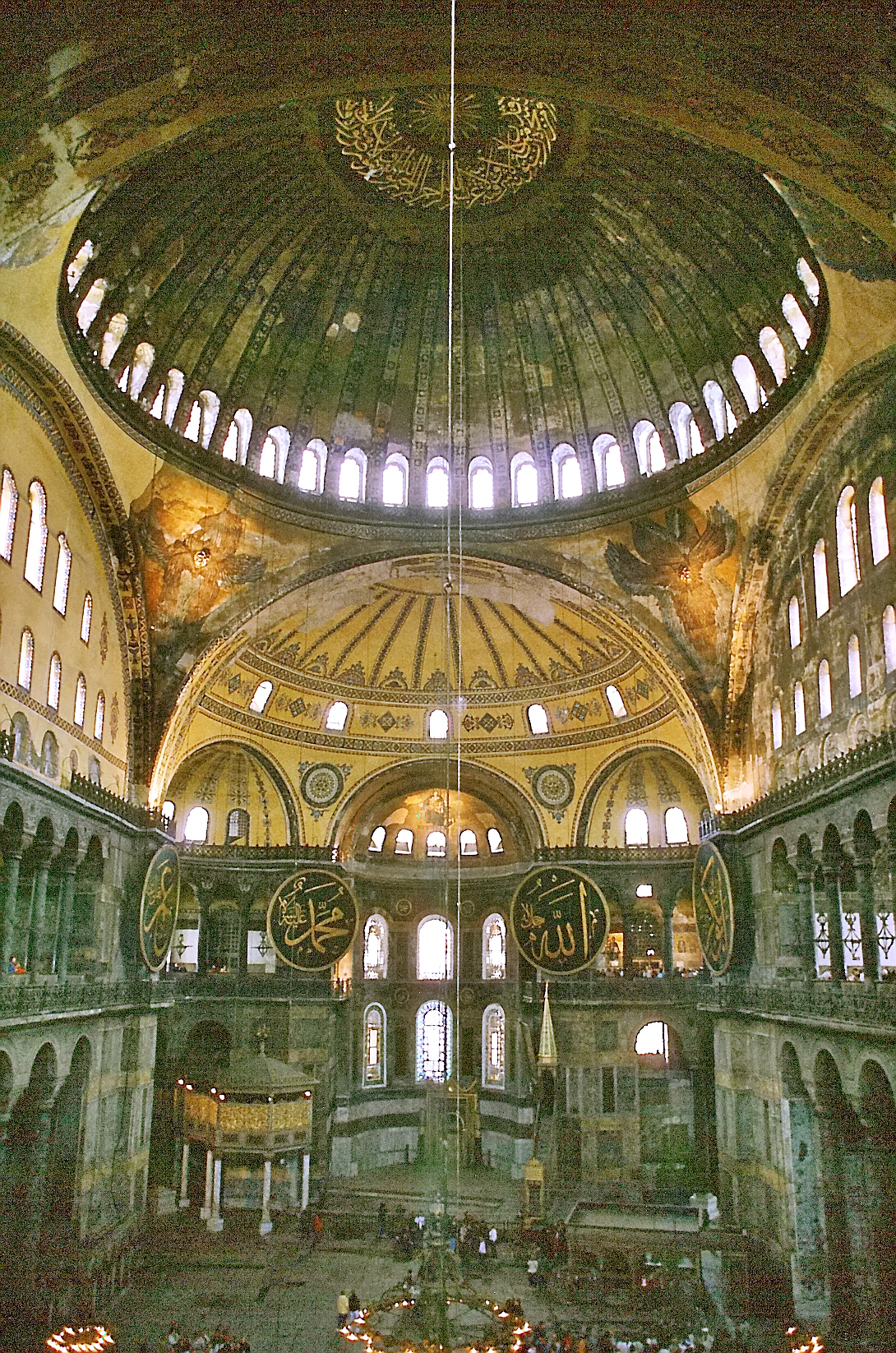
مَسْجِد آيَا صُوفْيَا في إسطنبول، ويَظْهَر فيها لَفْظَ الجَلالَة بِجَانِب اسْم مُحَمَّد مَعَ اسْمَي أَبُو بَكر وعُمَر، وكُلُّهَا مَكْتُوبَة بِخَط الثَّلُث، في تكوين خطي.

يحتل التكوين الخطي مكانة بارزة في الفن الإسلامي، حيث يُستخدم بشكل واسع في تزيين المساجد والقصور والمخطوطات. يُعزى ذلك إلى قدرة الخط العربي على التكيف مع المساحات المختلفة وإضفاء طابع روحي وجمالي على الأماكن.

## الفرق بين التكوين والتركيب في الخط العربي
يُميّز بعض الخطاطين بين مصطلحي "التكوين" و"التركيب" في الخط العربي. يشير "التكوين" إلى عملية تجميع الحروف والكلمات بشكل فني لتحقيق وحدة جمالية، بينما يتعلق "التركيب" بترتيب الحروف والكلمات بطريقة محددة وفقًا لقواعد معينة لتحقيق نص مقروء ومنظم.
من خلال التكوين الخطي، يُظهر الخطاط مهاراته الإبداعية في تشكيل الحروف والكلمات بطرق مبتكرة، مما يساهم في إثراء الفن الإسلامي والحفاظ على التراث الثقافي.